# Glenn Tipton

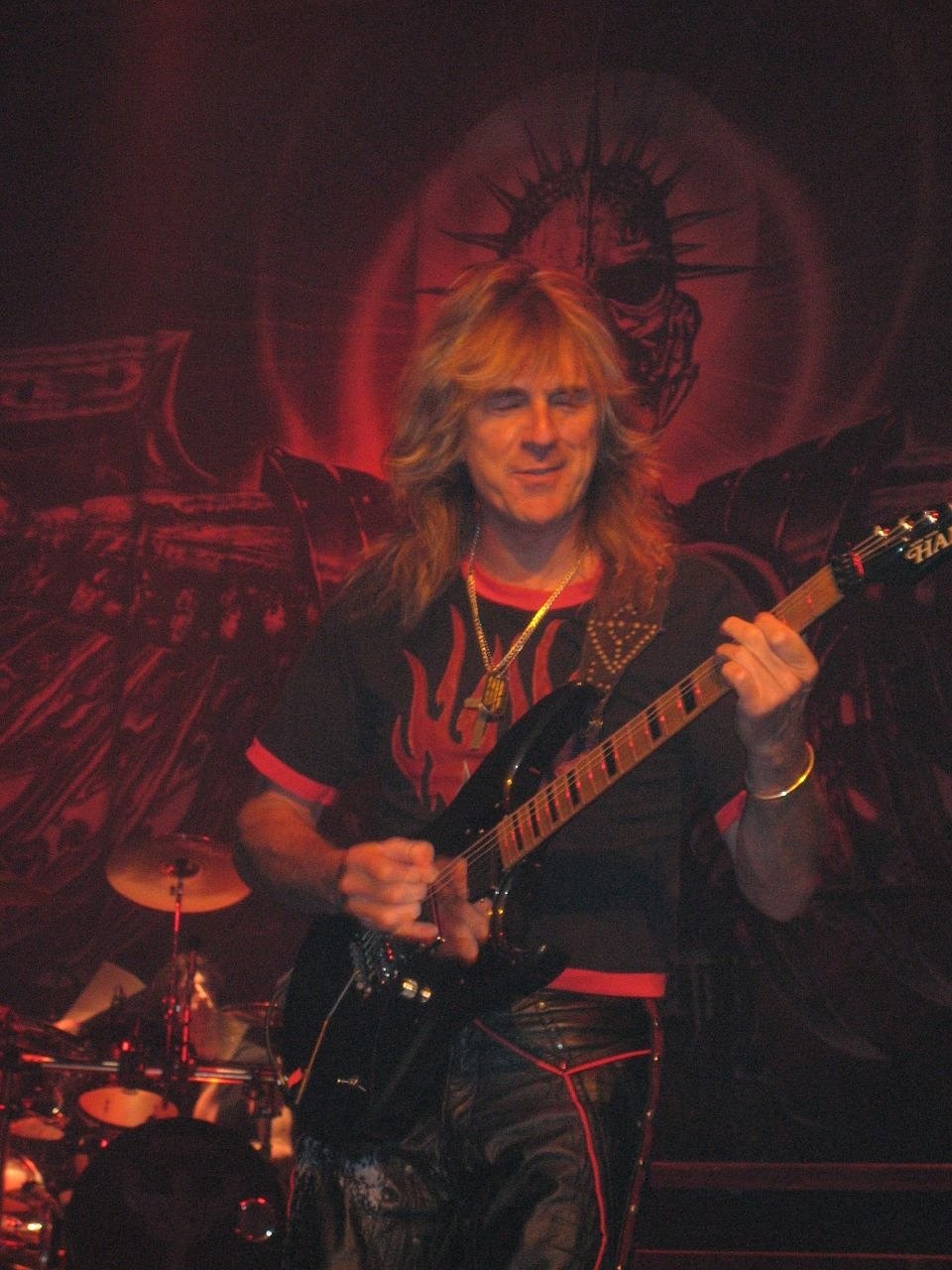
Glenn Tipton 2005

Glenn Raymond Tipton (* 25. Oktober 1947 in Blackheath, West Midlands, England) ist ein englischer Heavy-Metal-Gitarrist, bekannt als Mitglied von Judas Priest.

## Biografie
Tiptons erste Band Shave and Dry wurde 1970 gegründet. Sie bestand aus Glenn Tipton (Gitarre, Keyboard), Pete Hughes (Gesang), Barry Scrannage (Schlagzeug) und David Shelton (Bass). Bereits ein Jahr später schloss sich Tipton der Band Merlin an (1971–1972). Neben Pete Hughes (Gesang) gehörten Trevor Foster (Schlagzeug), Frank Walter und Andy Wheeler (Bass) zum Line Up. Tipton übernahm auch hier die Gitarre und das Keyboard.
Von 1972 bis 1974 spielte Tipton in der Flying Hat Band. Hier gab es zwei Line Ups. Neben Glenn Tipton (Gitarre und Keyboard) sang zunächst wieder Pete Hughes, zusammen mit den anderen Mitgliedern der Band Merlin. Das letzte Line Up bestand aus Glenn Tipton (Gitarre und Gesang), Peter Mars Cowling (Bass) und Steve Palmer (Schlagzeug).

### Judas Priest
Tipton trat 1974 der Band Judas Priest bei, der er seither angehört. Er ist für seine komplexen, teils auch klassisch beeinflussten Soli bekannt. Charakteristisch für seine Spielweise sind auch die zweistimmigen Läufe mit dem – mittlerweile durch Richie Faulkner ersetzten – langjährigen zweiten Leadgitarristen K. K. Downing. Zusammen mit Rob Halford und seinem ehemaligen Gitarrenpartner Downing ist Tipton zudem für das Songwriting bei Judas Priest verantwortlich.
Er ist neben Ian Hill das einzige Mitglied von Judas Priest, das auf allen 19 Studioalben zu hören ist.
Im Jahre 2018 nahm Tipton aufgrund seiner Parkinson-Erkrankung nicht mehr an der Firepower-Tour der Band teil. Er wurde auf eigenen Wunsch durch den Produzenten des Firepower-Albums, Andy Sneap, ersetzt.
Nach seinem musikalischen Ruhestand verkaufte Tipton als einer der Hauptsongwriter von Judas Priest 50 % der Verwertungsrechte an seinen Songs an Reach Music. Der Deal über nahezu 200 Songs umfasst nicht nur Werke, die Tipton für Judas Priest schrieb, sondern auch weitere Solo-Stücke.

## Diskographie

### Solo
- 1997: Baptizm of Fire (Atlantic Records)
- 2006: Edge of the World (Rhino Records)